# Elatostema yonakuniense
Elatostema yonakuniense är en nässelväxtart som beskrevs av Hatusima. Elatostema yonakuniense ingår i släktet Elatostema och familjen nässelväxter. Inga underarter finns listade i Catalogue of Life.